# Lista odcinków serialu Nieidealna
W tym artykule znajduje się lista i opisy odcinków serialu Nieidealna, który w Polsce emitowany jest od 10 lipca 2008 na kanale Nickelodeon Polska.

## Sezony
| Sezon | Sezon | Odcinki | Pierwsza emisja | Ostatnia emisja  | Pierwsza emisja  | Ostatnia emisja  |
| ----- | ----- | ------- | --------------- | ---------------- | ---------------- | ---------------- |
|       | 1     | 13      | 10 lipca 2008   | 24 lipca 2008    | 12 września 2004 | 6 marca 2005     |
|       | 2     | 15      | 25 lipca 2008   | 14 sierpnia 2008 | 10 września 2005 | 16 kwietnia 2006 |
|       | 3     | 13      | 8 maja 2009     | 31 lipca 2009    | 10 sierpnia 2007 | 16 grudnia 2007  |

## Sezon 1: 2004-2005
- Ten sezon liczy 13 odcinków.

| 1 | Impreza „The Party”                   | Linda Mendoza  | Sue Rose                       | 10 lipca 2008 | 12 września 2004     |
| Nadszedł pierwszy dzień zajęć w siódmej klasie i Addie nie może się doczekać, kiedy wreszcie zaprezentuje wszystkim swój nowy, udoskonalony wizerunek. Zacznie od tego, że nie palnie żadnego głupstwa na imprezie, którą Randy Klein urządzi z okazji powrotu do szkoły. Dotychczas, niestety, przytrafiało się jej to – no cóż – zawsze, ale w tym roku Addie poprzysięgła sobie, że do tego nie dopuści. W tym roku oszołomi wszystkich swoją niesamowitą, całkiem nową nowością i zanim impreza dobiegnie końca, chłopak, w którym jest zakochana, czyli Jake Behari, w końcu będzie znał jej imię.                  |                                       |                |                                |               |                      |
| 2 | Sektet „The Secret”                   | Fred Savage    | Laura McCreary                 | 10 lipca 2008 | 19 września 2004     |
| Gdy Addie odkrywa, że przyjaciele okłamywali ją dla jej własnego dobra, postanawia opracować strategię pod nazwą „polityka uczciwości”, która zmusi jej przyjaciół, by mówili prawdę, samą prawdę, i tylko prawdę. Jednak już po niedługim czasie Addie i jej przyjaciele uświadamiają sobie, że istnieje coś takiego, jak „nadmierna szczerość”. |                                       |                |                                |               |                      |
| 3 | Zdjęcie „The Picture”                 | Bethany Rooney | Sue Rose                       | 11 lipca 2008 | 26 września 2004     |
| Addie wcale nie przejmuje się tym, czy będzie się dobrze prezentować na klasowym zdjęciu, do chwili gdy ktoś mówi jej, że ma przylizane włosy. Ta zdawkowa uwaga sprawia, że Addie coraz bardziej traci pewność siebie i w końcu postanawia, że musi zrobić sobie fryzurę, zanim nadejdzie dzień robienia klasowych zdjęć. Przynosi to opłakane rezultaty. |                                       |                |                                |               |                      |
| 4 | Klub czytelniczy „The Book Club”      | Linda Mendoza  | Madellaine Paxson              | 13 lipca 2008 | 10 października 2004 |
| Mama Addie zakłada klub czytelniczy dla matek i córek, wychodząc z założenia, że to świetny pomysł na spędzenie z Addie czasu w wartościowy sposób, zacieśnienie łączącej je więzi oraz poszerzenie wiedzy. Jest tylko jeden problem: Addie uważa, że ten pomysł jest fatalny. Szczerze mówiąc, ostatnimi czasy Addie niezbyt lubi te wszystkie zajęcia, przy których dotychczas spędzała czas z Mamą. Dorasta, a to oznacza, że woli przesiadywać z przyjaciółkami w legendarnym „Punkcie”, a nie dyskutować o „Anielce” na spotkaniach klubu czytelniczego swojej Mamy.                                                |                                       |                |                                |               |                      |
| 5 | Kumpel „The Pal”                      | Bethany Rooney | Laura McCreary                 | 14 lipca 2008 | 17 października 2004 |
| Addie spędziła całe popołudnie grając z Jake’m w gry video i teraz zaczyna się obawiać, że chłopak, w którym jest zakochana, uważa ją „po prostu za kumpla”. Złe porady zaczerpnięte z czasopisma dla nastolatek doprowadzają do tego, że Addie coraz bardziej traci kontrolę nad sytuacją, dążąc do tego, by „kumplostwo” przeistoczyło się w prawdziwą miłość, albo przynajmniej prawdziwą sympatię. Naturalnie rezultaty jej starań są mniej niż zadowalające. W końcu Addie zdaje sobie sprawę, że najlepiej zrobi, po prostu będąc sobą.                                                                            |                                       |                |                                |               |                      |
| 6 | Przetasowanie „The Rep”               | Joe Menendez   | Chris Nee                      | 15 lipca 2008 | 7 listopada 2004     |
| Układy towarzyskie w gimnazjum Rocky Road stają na głowie, kiedy pan Ward w ramach nowego zadania przydziela każdego z uczniów do nowej grupy. Nagle popularni sportowcy zaczynają się zadawać z safandułami, szkolne lenie z kujonami, a Addie, którą przydzielono do „grupy popularnych”, zostaje najlepszą przyjaciółką Maris. Kiedy świeżo zdobyta popularność Addie zaczyna zagrażać jej staremu stylowi życia, dziewczynka musi dokonać wyboru pomiędzy życiem „gwiazdy” a prawdziwymi przyjaciółmi. |                                       |                |                                |               |                      |
| 7 | Różowa gitara „The Pink Guitar”       | Linda Mendoza  | Nahnatchka Khan                | 16 lipca 2008 | 24 października 2004 |
| Addie, która sądzi, że wszyscy traktują ją jak powietrze, postanawia popróbować sławy i powodzenia i wstępuje do dziewczęcego zespołu muzycznego. Już niebawem odkrywa, że jej gust różni się diametralnie od upodobań reszty zespołu. Addie musi rozstrzygnąć, co jest ważniejsze: bycie popularnym, czy dochowanie wierności swoim przekonaniom. |                                       |                |                                |               |                      |
| 8 | Dzień 66 „The 66th Day”               | Fred Savage    | Matt Negrete                   | 17 lipca 2008 | 2 stycznia 2005      |
| Kiedy należąca do Addie płyta CD z piosenkami miłosnymi o Jake’u Beharim wydostaje się na korytarze gimnazjum Rocky Road, dziewczynka wyrusza z desperacką misją odzyskania płyty, zanim wpadnie ona w niepowołane ręce. |                                       |                |                                |               |                      |
| 9 | Lista całowanych „The List of Kissed” | Bethany Rooney | Laura McCreary                 | 18 lipca 2008 | 9 stycznia 2004      |
| Addie postanawia, że jej imię musi się w końcu znaleźć na „liście całowanych”, która widnieje na ścianie w toalecie dziewcząt. Kiedy Addie odkrywa, że zadurzył się w niej Eli, postanawia, że to dzięki niemu jej imię znajdzie się na ścianie. A grupowa randka w kinie będzie do tego doskonałą okazją. |                                       |                |                                |               |                      |
| 10 | Słowo na C „The B Word”               | Joe Menendez   | Eddie Guzelian                 | 21 lipca 2008 | 16 stycznia 2005     |
| Geena w tajemniczy sposób zniknęła ostatnio z życia Addie. Wkrótce odkrywamy, co się stało – otóż Geena ma nowego chłopaka! Addie ma kłopoty z zaakceptowaniem nowego towarzysza Geeny. Czy chodzi tylko o to, że go nie lubi, czy też może jest zazdrosna? Kiedy Addie toczy wewnętrzną walkę, Zach rozpoczyna własną batalię. Trener Pearson urządza zawody koszykarskie, w których uczniowie będą musieli się zmierzyć z drużyną graczy poruszających się na wózkach inwalidzkich. |                                       |                |                                |               |                      |
| 11 | Młodsza siostra „The Little Sister”   | Fred Savage    | Madellaine Paxson              | 22 lipca 2008 | 30 stycznia 2005     |
| Addie przez całe życie tkwiła w cieniu swojego starszego brata, Bena. Jego imię przeszło w gimnazjum Rocky Road do legendy. Addie postanawia, że też wyrobi sobie nazwisko, i bierze się za coś, czym Ben nigdy się nie parał – publikuje felieton w szkolnej gazetce. Niestety zapomina zrobić korektę przed oddaniem tekstu do druku, wskutek czego staje się sławna z zupełnie innego powodu. |                                       |                |                                |               |                      |
| 12 | Wspólny projekt „The Partner”         | Joe Menendez   | Laura McCreary                 | 23 lipca 2008 | 13 lutego 2005       |
| Jedyną rzeczą, co do której Addie może mieć absolutną pewność, jest to, że polegnie na festynie naukowym. Co roku jej projekty kończą się katastrofą. Zach natomiast jest cudownym dzieckiem festynów naukowych. Addie uświadamia sobie, że jeśli zdoła namówić Zacha, żeby zrobili projekt wspólnymi siłami, będzie miała szansę na wygraną. Addie robi co może, żeby przekonać Zacha do swojego pomysłu, ale Zach odmawia – nie chce ryzykować porażki. Gdy rozdźwięk między Zachem i Addie zaczyna zagrażać ich przyjaźni, uświadamiają sobie, że być może są na świecie ważniejsze sprawy, niż jakiś festyn naukowy. |                                       |                |                                |               |                      |
| 13 | Bar Micwa „The Bar Mitzvah”           | Linda Mendoza  | Nahnatchka Khan Laura McCreary | 24 lipca 2008 | 6 marca 2005         |
| Wszystko wskazuje na to, że Bar Micwa Randy’ego Kleina będzie imprezą roku. Ale Addie nie chce iść – nie ma mowy, żeby ktokolwiek oglądał ją w nowym aparacie na zęby! To by była istna katastrofa. Addie spędza wieczór w domowych pieleszach, gdy Geena ze szlochem dzwoni do niej z przyjęcia Bar Micwa. Właśnie rzucił ją chłopak. Addie musi pokonać brak pewności siebie i pędzić na pomoc swojej najlepszej przyjaciółce. No i kto wie? Może ten wieczór nie okaże się w końcu absolutną klapą. |                                       |                |                                |               |                      |

## Sezon 2: 2005-2006
- Ten sezon liczy 15 odcinków.

| 1 | Nosorożce w środku pokoju „The Rhinoceros In The Middle of The Room” | Joe Menendez         | Sue Rose                         | 25 lipca 2008       | 10 września 2005     |
| Mimo że Addie durzy się w Randym Kleinie, unika go, ponieważ nie wie, co on do niej czuje. Jak na złość, ciocia Bertha mówi jej, że całowanie się z aparatem na zęby może być trochę niewygodne. Rodzinny kryzys zmusza Addie do stawienia czoła jej lękom.       |                                                                      |                      |                                  |                     |                      |
| 2 | Akt równowagi „The Balancing Act”                                    | Victor Nelli Jr.     | Laura McCreary                   | 28 lipca 2008       | 17 września 2005     |
| Addie ma nowego chłopaka - Randy’ego Kleina. W związku z tym zaczyna zaniedbywać przyjaciół. Zach jest wściekły, kiedy przez Addie dostaje nową ksywkę - „Za”. Czy Addie straci przyjaciół? Czy będzie zmuszona zerwać z Randym?                                  |                                                                      |                      |                                  |                     |                      |
| 3 | Praca „The Job”                                                      | Savage Steve Holland | Madellaine Paxson                | 29 lipca 2008       | 24 września 2005     |
| Addie pożycza zbyt dużo pieniędzy od przyjaciół i nigdy nie oddaje, więc zobowiązuje się do spłaty pożyczek. Żeby to zrobić, musi znaleźć pracę. |                                                                      |                      |                                  |                     |                      |
| 4 | Słodkie ciacho Randy Klein „The Eye Randy”                           | Allison Liddi-Brown  | Nahnatchka Khan                  | 30 lipca 2008       | 8 października 2005  |
| Addie jest zazdrosna o Randy’ego, do tego stopnia, że zaczyna mieć obsesję. Rodzice Addie planują przebudowę w mieszkaniu. |                                                                      |                      |                                  |                     |                      |
| 5 | Wycieczka „The Road Trip”                                            | Fred Savage          | Matt Negrete                     | 31 lipca 2008       | 15 października 2005 |
| Addie udaje chorobę, żeby nie musiała jechać z rodzicami na wycieczkę. Ma już plany na weekend. Okazuje się, że nie tylko ona. Ben także zaplanował sobie weekend.                                                                                                |                                                                      |                      |                                  |                     |                      |
| 6 | Tydzień filantropii „The Charity Chase”                              | Victor Nelli Jr.     | Chris Nee                        | 1 sierpnia 2008     | 22 października 2005 |
| W szkole organizowany jest Tydzień Filantropii, a nagrodą jest dwudniowy wyjazd do hotelu „Kokosowe Sny”. Addie i Geena chcą wygrać, ale przeszkadzają im w tym Maris i Cranberry. Ben stara się zostać zgrywusem roku.                                           |                                                                      |                      |                                  |                     |                      |
| 7 | Informacja „The Information”                                         | Bethany Rooney       | Laura McCreary                   | 4 sierpnia 2008     | 15 stycznia 2006     |
| Kiedy Addie odkrywa, że chłopaki urządzają tajnego ‘męskiego golfa’, za wszelką cenę próbuje się tam dostać. |                                                                      |                      |                                  |                     |                      |
| 8 | Ciemna strona „The Dark Side”                                        | Fred Savage          | Madellaine Paxson                | 5 sierpnia 2008     | 29 października 2005 |
| Addie myśli, że przeżyje swój idealny pocałunek z Randym przy grze w butelce. Randy jest przebrany za Darta Vadera i ma na sobie maskę. Gdy gasną światła i ‘Randy’ ściąga maskę, okazuje się, że Dartów Vaderów jest.. kilku.                                    |                                                                      |                      |                                  |                     |                      |
| 9 | Szara strefa „The Grey Area”                                         | Carlos Gonzalez      | Catherine Lieuwen                | 6 sierpnia 2008     | 22 stycznia 2006     |
| Addie musi wybrać między projektami Geeny i Maris, ale nie chce czuć się źle z tym, że wybrała Geenę bo jest jej najlepszą przyjaciółką. |                                                                      |                      |                                  |                     |                      |
| 10 | Idealna para „The Perfect Couple”                                    | Rachel Talalay       | Madellaine Paxson                | 7 sierpnia 2008     | 29 stycznia 2006     |
| Addie zaczyna mieć wątpliwości co do jej związku z Randym, ponieważ niewiele o sobie wiedzą. W międzyczasie Zach ma problemy z dziewczyną z 8 klasy, która nie chce się z nim umówić, ponieważ jest rok młodszy. Addie i Randy rozstają się.                      |                                                                      |                      |                                  |                     |                      |
| 11 | Dramat „The Drama”                                                   | Joe Menendez         | Laura McCreary                   | 8 sierpnia 2008     | 26 lutego 2006       |
| Addie jest zazdrosna, kiedy w przedstawieniu Geena otrzymuje rolę z Jake’m, a ona sama ma być tylko reżyserką. Używa swoich mocy jako reżyserka i próbuje zrujnować występ swojej najlepszej przyjaciółki. Okazuje się, że Addie znów zaczyna czuć coś do Jake’a. |                                                                      |                      |                                  |                     |                      |
| 12 | Język na kłódkę „The Setup”                                          | Savage Steve Holland | Erik Durbin                      | 11 sierpnia 2008    | 19 lutego 2006       |
| Geena i Zach chcąc pomóc Addie po zerwaniu z Randym, wymyślają tajemniczego adoratora. |                                                                      |                      |                                  |                     |                      |
| 13 | Ostatni dzień w siódmej klasie „The Last Day of 7th Grade”           | Sue Rose             | Nahnatchka Khan Jessica Rabbiner | 12 sierpnia 2008    | 16 kwietnia 2006     |
| Addie ma tylko jedną szansę, żeby powiedzieć Jake’owi, że go lubi, ale nie korzysta z niej. Wymieniają się kronikami szkolnymi. Addie dowiaduje się, że to właśnie Jake był Dartem Vaderem z którym przeżyła swój idealny pocałunek.                              |                                                                      |                      |                                  |                     |                      |
| 14/15 | Idealny moment „The Perfect Moment”                                  | Joe Menenedez        | Laura McCreary Madellaine Paxson | 13/14 sierpnia 2008 | 16 kwietnia 2006     |
| Brak opisu |                                                                      |                      |                                  |                     |                      |

## Sezon 3: 2007
- Ten sezon liczy 13 odcinków.

| 1                                                                                  | Bąk „The Toot”                                    | Savage Steve Holland | Matt Negrete          | 8 maja 2009     | 23 września 2007     |
| Brak opisu                                                                         |                                                   |                      |                       |                 |                      |
| 2                                                                                  | Piosenka „The Song”                               | Nisha Ganatra        | Madellaine Paxson     | 15 maja 2009    | 30 września 2007     |
| Brak opisu                                                                         |                                                   |                      |                       |                 |                      |
| 3                                                                                  | Nowa najlepsza przyjaciółka „The New Best Friend” | Savage Steve Holland | Laura McCreary        | 22 maja 2009    | 7 października 2007  |
| Brak opisu                                                                         |                                                   |                      |                       |                 |                      |
| 4                                                                                  | Aukcja „The Auction”                              | Carlos Gonzalez      | Matt Negrete          | 29 maja 2009    | 16 września 2007     |
| Brak opisu                                                                         |                                                   |                      |                       |                 |                      |
| 5                                                                                  | Sobowtór „The Two Timer”                          | Savage Steve Holland | Erik Durbin           | 5 czerwca 2009  | 28 października 2007 |
| Brak opisu                                                                         |                                                   |                      |                       |                 |                      |
| 6                                                                                  | „M” bomba „The L Bomb”                            | Joe Menendez         | Nahnatchka Khan       | 12 czerwca 2009 | 4 listopada 2007     |
| Brak opisu                                                                         |                                                   |                      |                       |                 |                      |
| 7                                                                                  | Urodziny „The Birthday”                           | Savage Steve Holland | Eddie Guzelian        | 16 czerwca 2009 | 11 listopada 2007    |
| Brak opisu                                                                         |                                                   |                      |                       |                 |                      |
| 8                                                                                  | Złamanie „The Guilt Trip”                         | Markus Flanagan      | Chris Nee             | 26 czerwca 2009 | 18 listopada 2007    |
| Brak opisu                                                                         |                                                   |                      |                       |                 |                      |
| 9                                                                                  | Wyprawa „The Quest”                               | Robert Townsend      | Madellaine Paxson     | 3 lipca 2009    | 2 grudnia 2007       |
| Brak opisu                                                                         |                                                   |                      |                       |                 |                      |
| 10                                                                                 | Test „The Test”                                   | Joe Menendez         | Jessica Rabbiner      | 16 lipca 2009   | 9 grudnia 2007       |
| Brak opisu                                                                         |                                                   |                      |                       |                 |                      |
| 11                                                                                 | Pokaz talentów „The Talent Show”                  | Allison Liddi-Brown  | Madellaine Paxson     | 24 lipca 2009   | 10 sierpnia 2007     |
| Brak opisu                                                                         |                                                   |                      |                       |                 |                      |
| 12/13                                                                              | Najlepszy rejs w życiu „The Best Trip Ever”       | Savage Steve Holland | Matt Negrete Sue Rose | 31 lipca 2009   | 16 grudnia 2007      |
| Brak opisu Notatka: Jest to dwu częściowy odcinek promowany jako film Nickelodeon. |                                                   |                      |                       |                 |                      |